# Rose Marie Compaoré
Rose Marie Compaoré (n. 13 noiembrie 1958, Zoundwéogo⁠(d), Regiunea Centre-Sud, Burkina Faso, Burkina Faso – d. 18 martie 2020, Ouagadougou, Burkina Faso) a fost o politiciană din Burkina Faso și membră a partidului politic Uniunea pentru Progres și Reformă (UPC).

## Biografie
Compaoré, care a reprezentat Provincia Zoundwéogo în Adunarea Națională, a servit ca al doilea vice-președinte al Adunării Naționale din Burkina Faso din 30 decembrie 2015 până la decesul său pe 18 martie 2020. Compaoré a fost primul pacient care a decedat din cauza noului coronavirus în Burkina Faso și Africa Subsahariană în pandemia de coronaviroză din 2020.
Rose Marie Compaoré a murit din cauza unor complicații cauzate de COVID-19 pe 18 martie 2020, la Centre hospitalier universitaire de Tengandogo în Ouagadougou, la vârsta de 62 de ani. Moartea sa a fost imediat confirmată de către Uniunea pentru Progres și Reformă. Suferea și de alte afecțiuni pre-existente, printre care diabet.
Decesul lui Compaoré a fost prima fatalitate legată de COVID-19 înregistrată în Africa Subsahariană. Ea a fost, de asemenea, prima victimă a pandemiei în Burkina Faso.